# Impatiens yunnanensis
Impatiens yunnanensis är en balsaminväxtart som beskrevs av Adrien René Franchet. Impatiens yunnanensis ingår i släktet balsaminer, och familjen balsaminväxter. Inga underarter finns listade i Catalogue of Life.